# Óláfs saga Tryggvasonar en mesta
No confundir con Óláfs saga Tryggvasonar.

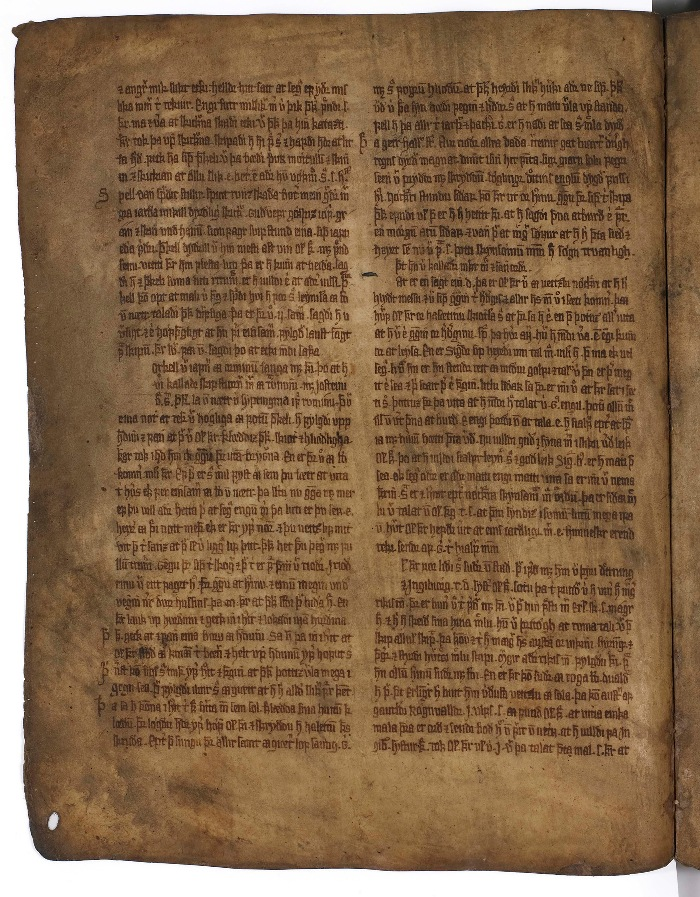
Óláfs saga Tryggvasonar en mesta AM 61 fol., en Instituto Árni Magnússon.

Óláfs saga Tryggvasonar en mesta o La más grande saga de Óláfr Tryggvason es una de las sagas reales, una extensa biografía del rey Olaf I de Noruega. 
Compuesto alrededor del año 1300 usa Óláfs saga Tryggvasonar de la Heimskringla de Snorri Sturluson como base y amplía la narrativa enormemente con biografías anteriores del rey por Oddr Snorrason y Gunnlaugr Leifsson y otro material relacionado.
La saga se conserva en un número de manuscritos que pueden ser divididos en dos grupos; una primera redacción que comprenden los manuscritos AM 53 fol., AM 54 fol., AM 61 fol., Bergsbók y Húsafellsbók. Un segundo grupo es una redacción más reciente conservados en AM 62 fol. y Flateyjarbók.
La saga incorpora un número de historias cortas de islandeses llamadas þáttr y otras sagas cortas, algunas no han sobrevivido.